# Варлаам (Пешев)
Митрополи́т Варлаа́м (в миру Кирил Стоянов Пешев; 12 апреля 1905, село Самаково — 13 ноября 1986, Пловдив) — епископ Болгарской православной церкви, митрополит Пловдивский.

## Биография
Родился 12 апреля 1905 года в Самокове в семье учителя. Основное образование получил в Пазарджике. Осенью 1924 года поступил в Троянский монастырь, где за один год окончил трёхгодичный курс на Троянского монашеского училища.
Летом 1925 года принят послушником в Рильский монастырь, где 29 августа 1926 года был пострижен в монашество с именем Варлаам.
25 апреля 1930 года митрополитом Софийским Стефаном (Шоковым) был рукоположён в сан иеродиакона.
В 1932 году окончил Софийскую духовную семинарию. Пробыв затем около двух лет в родном монастыре, поступил на Богословский факультет Софийского университета.
12 февраля 1936 года столичном кафедральном храме Святой Недели был рукоположён в сан иеромонаха.
В 1938 году окончил Богословский факультет Софийского университета, после чего назначен секретарём и помощником игумена Рыльского монастыря.
В 1943 году освобождён от послушаний в Рыльском монастыре и назначен за протосингелом на Маронийской епархии с кафедрой в Ксанти.
7 января 1944 года был возведён в сан архимандрита.
По возвращении в Болгарию, назначен в 1945 году секретарём Рылского монастыря.
В 1947 году назначен протосинкеллом на Сливенской митрополии.
10 апреля 1949 года был избран игуменом на Рыльского монастыря.
1 января 1954 года хиротонисан во титулярного епископа Стобийского.
18 ноября 1961 года освобождён от должности игумена Рыльского монастыря.
С 1 февраля 1962 года состоял викарием Пловдивской епархии, жил в Пловдиве.
С 1963 по 1969 год временно управлял Пловдивской епархией.
19 января 1969 года был избран и 9 марта канонически утверждён митрополитом Пловдивским.
Ему довелось управлять епархией в трудные годы преследования Церкви со стороны атеистического государства.
Занимался просвещает духовным просвещением мирян, возглавлял ряд служб, освятил восстановленную после пожара в 1970 году церковь святой Петки. Несмотря на тяжёлые испытания митрополит, оставался верен христианских ценностей и добродетелям.
Скончался 13 ноября 1986 года в Пловдиве. Погребён в кафедральном храме Успения Пресвятой Богородицы в Пловдиве.